# Ligne Keisei Oshiage
La ligne Keisei Oshiage (京成押上線, Keisei-Oshiage-sen) est une ligne ferroviaire de la compagnie privée Keisei, à Tokyo au Japon. Elle relie la gare d'Oshiage dans l'arrondissement de Sumida à celle d'Aoto dans l'arrondissement de Katsushika. Cette ligne permet d'interconnecter la ligne principale Keisei et la ligne Asakusa de la compagnie Toei.

## Caractéristiques

### Ligne
- Longueur : 5,7 km
- Nombre de gares : 6
- Vitesse maximum : 105 km/h
- Écartement : 1 435 mm
- Alimentation 1 500 V cc par caténaire
- Nombre de voies : double voie

### Interconnexions
La ligne principale Keisei est interconnectée avec :
- la ligne Asakusa à Oshiage,
- la ligne principale Keisei à Aoto.

### Liste des gares
Les gares sont numérotées KS09 et de KS45 à KS49
| Numéro | Gare            | Nom japonais | Distance (km) | Correspondances                                                       | Arrondissement de Tokyo |
| ------ | --------------- | ------------ | ------------- | --------------------------------------------------------------------- | ----------------------- |
| KS45   | Oshiage         | 押上         | 0             | Toei : Asakusa (interconnexion) Tōbu : Skytree Tokyo Metro : Hanzōmon | Sumida                  |
| KS46   | Keisei-Hikifune | 京成曳舟     | 1,1           |                                                                       | Sumida                  |
| KS47   | Yahiro (ja)     | 八広         | 2,4           |                                                                       | Sumida                  |
| KS48   | Yotsugi         | 四ッ木       | 3,1           |                                                                       | Katsushika              |
| KS49   | Keisei-Tateishi | 京成立石     | 4,6           |                                                                       | Katsushika              |
| KS09   | Aoto            | 青砥         | 5,7           | Keisei : Keisei (interconnexion)                                      | Katsushika              |